# Eariodes
Eariodes es un género de polilla de la familia Geometridae. El género fue descrito por primera vez por William Warren en 1897 y se puede encontrar con endemismo en Brasil.

## Especies
- E. bimaculata D. Jones, 1921
- E. flavicilia D. Jones, 1921
- E. variomacula Warren, 1897